# Theme from Shaft
"Theme from Shaft" é uma canção escrita e interpretada por Isaac Hayes e que faz parte da banda sonora do filme Shaft em 1971.
É uma canção nos estilos soul e funk, criada como música-tema do filme da Metro-Goldwyn-Mayer, Shaft.  O tema foi lançado como um single (encurtado e editado a partir de a versão mais longa do álbum), dois meses após a trilha sonora do filme pelo selo Stax Records. "Theme from Shaft" foi número dois na parada Billboard Soul Singles e para o número um na Billboard Hot 100 nos Estados Unidos em novembro de 1971. A canção também foi bem recebido pelo público adulto, chegando a número seis na  Billboard's Easy Listening. Em 1972, Isaac Hayes ganhou por esta composição o Óscar de melhor canção original.